# Abugida

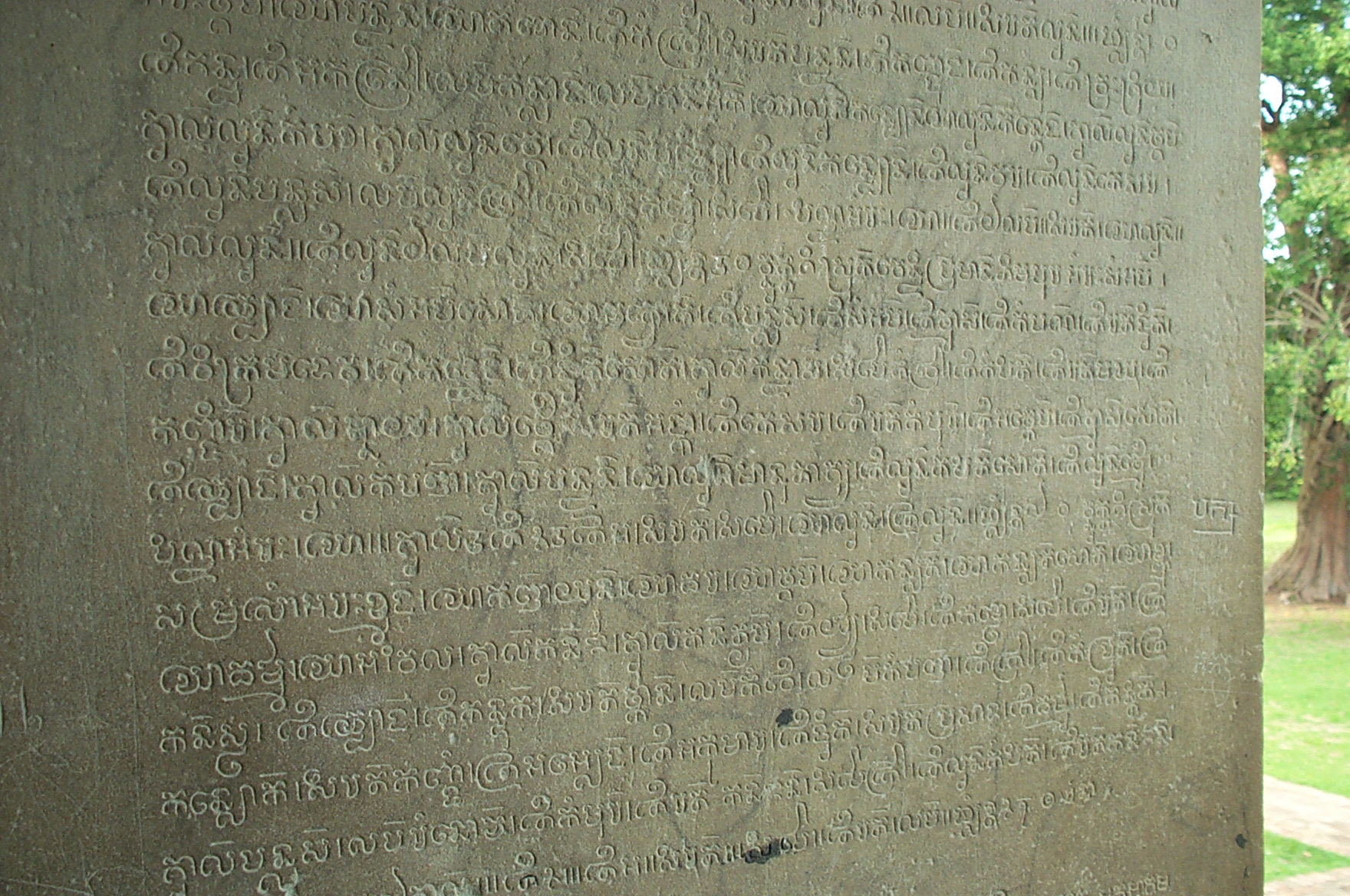
Un exemplu de abugida este sistemul de scriere khmer.

Un abugida /ɑːbᵿˈdʒida/ (de la termenul din limba gî'îz de ’avugida) sau un alfasilabar, cunoscut și ca avugida, este un sistem de scriere segmental în care fiecare secvență de consoană-vocală este scrisă ca o unitate: fiecare unitate fiind bazată pe o consoană scrisă și o vocală scrisă sub formă de diacritic sau sub nici o formă.
Abugida ca termen în lingvistică a fost propus în 1990 de Peter T. Daniels ca tipologie lingvistică în sistemele de scriere.